# Conus patricius
Espèce
Statut de conservation UICN

 LC  : Préoccupation mineure
Conus patricius est une espèce de mollusques gastéropodes marins de la famille des Conidae.
Comme toutes les espèces du genre Conus, ces escargots sont prédateurs et venimeux. Ils sont capables de « piquer » les humains et doivent donc être manipulés avec précaution, voire pas du tout.

## Description
La taille d'une coquille adulte varie entre 30 mm et 120 mm. La coquille a une couleur chair claire. La spire est légèrement acuminée. Les premiers verticilles sont tuberculés. Le verticille est pyrriforme. Le contour est concave en dessous, avec des stries tournantes vers la base. 

## Distribution
Cette espèce se trouve dans l'océan Pacifique depuis le Golfe de Californie, l'ouest du Mexique, jusqu'à l'Équateur et au large des Îles Galápagos.

### Niveau de risque d’extinction de l’espèce
Selon l'analyse de l'UICN réalisée en 2011 pour la définition du niveau de risque d'extinction, cette espèce se trouve du centre-ouest du Mexique à l'Équateur et est largement distribuée, considérée comme commune, non sur-collectée et ne subit aucune menace majeure ; de plus, l'aire de répartition de cette espèce chevauche probablement les aires marines protégées. Elle est classée dans la catégorie préoccupation mineure.

## Taxonomie

### Publication originale
L'espèce Conus patricius a été décrite pour la première fois en 1843 par le médecin de marine, botaniste et malacologiste britannique Richard Brinsley Hinds dans « Annals and Magazine of Natural History »,.

### Synonymes
- Conus (Pyruconus) patricius Hinds, 1843 · appellation alternative
- Conus pyriformis Reeve, 1843 · non accepté
- Pyruconus patricius (Hinds, 1843) · non accepté